# 可可西里網紅狼
可可西里網紅狼，是多隻生活在中華人民共和國青海省可可西里自然保護區的野狼，因經常被遊客投餵食物而迅速走紅網絡。這些狼的行為和生活方式與其他野狼大相徑庭，成為網絡上關注焦點。

## 背景
可可西里自然保護區位於青海省，是中國最大的自然保護區之一，以其豐富的野生動物資源而聞名。隨著遊客數量的增加，保護區內的野生動物與人類的互動也越來越頻繁。而個別遊客出於好奇心和愛護動物的心理，時常會給野生動物投食，也對野生動物的獨立生活能力和健康有影響。
中國個別省市，如上海市和四川省有禁止餵食野生動物的法律。儘管可可西里自然保護區規定當地管理機構有責任確保野生動物棲息地不受人類破壞和干擾，但並無關於規範遊客餵飼野生動物的規定。

## 事蹟
據《香港01》引述網路影片指，一名遊客在2023年7月駕駛途經可可西里109國道時，發現一隻瘦骨嶙峋的野狼在附近徘徊，其認為該野狼長時間未進食，出於好意，向該野狼投餵蛋黃派。據中國環球電視網稱，該野狼因為狩獵能力差而被趕出狼群。
2023年10月8日，一名博客發佈騎行可可西里的片段，影片中的司機向該野狼投餵食物，該野狼的體形比起7月圓潤不少。該影片在網路爆紅，微博上的「可可西里網紅狼」相關標籤迄今已獲得2.4億瀏覽量，人們紛紛湧向可可西里為該野狼提供食物。據報導指，該野狼已經放棄狩獵，徘徊於109國道內，轉而向路過車輛索取食物，並會向人們搖尾巴和打滾，而人們則投餵高油、高糖、高鹽的零食，例如蛋黃派、烤雞和香腸。隨後，更多野狼也加入這種行為。

## 評論
遊客向野狼投餵食物的行為引發擔憂，其中包括可可西里自然保護區的工作人員。報導指，儘管狼位於食物鏈的頂端，但牠們的獵殺率僅為14%。並非每天都能進食。相反，其過著或飽或飢的生活，飢餓才是牠們的常態。
中國科學院成都生物研究所研究員戴強表示：「自然界中，動物有生有死，牠們有自己的生存規律。」他認為人類投餵野生動物的行動會導致動物依賴，打破生態平衡，他不建議救助非瀕危物種生物，應讓其遵循自然法則，優勝劣汰。
西寧野生動物園副園長齊新章也反對投餵野生動物，如動物需救助，應向林業部門報告：「我願意相信投餵者的善良，但是善良需要理性的支撐，否則就可能好心做壞事。」

## 網紅狼死傷事故
2024年12月23日，一隻網紅狼於道路上遭大貨車煞車不及輾斃。無法確定死亡個體是否為首創乞食行為的網紅狼。專家認為，遊客長期投餵導致網紅狼喪失對道路車輛的警惕，或為這起事故主因。